# Maria Lindblad Christensen
 (juin 2018).
Si vous disposez d'ouvrages ou d'articles de référence ou si vous connaissez des sites web de qualité traitant du thème abordé ici, merci de compléter l'article en donnant les références utiles à sa vérifiabilité et en les liant à la section « Notes et références ».
Maria Lindblad Christensen, née le 3 juillet 1995 à Viborg, est une footballeuse internationale danoise. Elle évolue au Fortuna Hjørring au poste de gardien de but.

## Biographie
Elle joue son premier match en équipe du Danemark le 22 octobre 2016, contre l'Islande.

## Palmarès
- Finaliste du championnat d'Europe féminin en 2017 avec l'équipe du Danemark
- Championne du Danemark en 2014, 2016 et 2018 avec le Fortuna Hjørring
- Vainqueur de la Coupe du Danemark en 2016 avec le Fortuna Hjørring
- Finaliste de la Coupe du Danemark en 2015 avec le Fortuna Hjørring